# Palacio Chigi-Odescalchi
El palacio Chigi-Odescalchi es un edificio histórico situado en la plaza Santi Apostoli en el centro de Roma, Italia.

## Descripción
El palacio perteneció históricamente a la familia Colonna que tenía otro palacio en las proximidades. En 1622 el cardenal Ludovico Ludovisi lo compró a los Colonna y ordenó su reestructuración a Carlo Maderno, cuya intervención se reconoce claramente en el amplio patio rectangular de soportales con pilares y columnas dóricas. En 1628 lo volvieron a comprar los Colona. En 1661 el cardenal Flavio Chigi compró el palacio ya existente a la familia Colonna y en 1664 encargó a Gian Lorenzo Bernini el cambio de la fachada. Bernini estableció el piso bajo como base para los dos pisos superiores organizados con pilastras gigantes. Bernini planteó una única puerta y siete vanos. Esta fachada fue alterada después de que Baldassarre Odescalchi adquiriera el palacio en 1745. Los arquitectos Nicola Salvi y Luigi Vanvitelli duplicaron la parte central, que pasó a tener dieciséis pilastras en lugar de ocho y dos puertas de entrada en lugar de una. No obstante, la aportación decisiva sigue siendo la de Bernini que rompió con la fachada tradicional del palacio romano sin articulación vertical con largas filas de ventanas unidas horizontalmente por medio de molduras.
En la actualidad la familia Odescalchi sigue siendo propietaria del palacio.